# Supercopa da Alemanha de 2020
A Supercopa da Alemanha de 2020 foi a 27ª edição da competição. Foi disputada em partida única entre o campeão da Bundesliga de 2019–20 (Bayern de Munique) e o vice-campeão da Bundesliga de 2019–20 (Borussia Dortmund).

## Participantes
| Equipe            | Classificação                         |
| ----------------- | ------------------------------------- |
| Bayern de Munique | Campeão da Bundesliga de 2019–20      |
| Borussia Dortmund | Vice-campeão da Bundesliga de 2019–20 |

## Detalhes da partida
Partida única
| 30 de setembro de 2020 | Bayern de Munique                      | 3 – 2     | Borussia Dortmund               | Allianz Arena, Munique                                   |
| 20:30 (UTC+2)          | Tolisso 18' · Müller 32' · Kimmich 82' | Relatório | 39' Brandt · 55' Erling Haaland | Público: Portões Fechados Árbitro: GER Bibiana Steinhaus |

| Bayern Munique | Borussia Dortmund |

| G                 | 1  | Manuel Neuer (C)   |  |     |
| LD                | 5  | Benjamin Pavard    |  | 76' |
| Z                 | 4  | Niklas Süle        |  |     |
| Z                 | 21 | Lucas Hernández    |  | 66' |
| LE                | 19 | Alphonso Davies    |  |     |
| M                 | 6  | Joshua Kimmich     |  |     |
| M                 | 8  | Javi Martínez      |  | 84' |
| M                 | 24 | Corentin Tolisso   |  |     |
| A                 | 25 | Thomas Müller      |  |     |
| A                 | 9  | Robert Lewandowski |  | 83' |
| A                 | 29 | Kingsley Coman     |  | 54' |
| Substitutos:      |    |                    |  |     |
| G                 | 35 | Alexander Nübel    |  |     |
| Z                 | 17 | Jérôme Boateng     |  |     |
| Z                 | 27 | David Alaba        |  |     |
| Z                 | 41 | Chris Richards     |  | 76' |
| M                 | 7  | Serge Gnabry       |  | 54' |
| M                 | 30 | Adrian Fein        |  |     |
| M                 | 40 | Malik Tillman      |  |     |
| M                 | 42 | Jamal Musiala      |  | 84' |
| A                 | 14 | Joshua Zirkzee     |  | 83' |
| Treinador:        |    |                    |  |     |
| Hans-Dieter Flick |    |                    |  |     |

| G            | 35 | Marwin Hitz       |  |     |
| Z            | 23 | Emre Can          |  |     |
| Z            | 15 | Mats Hummels      |  | 76' |
| Z            | 16 | Manuel Akanji     |  |     |
| LD           | 24 | Thomas Meunier    |  | 67' |
| M            | 6  | Thomas Delaney    |  |     |
| M            | 8  | Mahmoud Dahoud    |  |     |
| LE           | 30 | Felix Passlack    |  |     |
| A            | 11 | Marco Reus (C)    |  | 72' |
| A            | 9  | Erling Haaland    |  | 68' |
| A            | 19 | Julian Brandt     |  | 76' |
| Substitutos: |    |                   |  |     |
| G            | 40 | Stefan Drljača    |  |     |
| Z            | 13 | Raphaël Guerreiro |  |     |
| Z            | 14 | Nico Schulz       |  | 67' |
| Z            | 26 | Łukasz Piszczek   |  | 76' |
| M            | 20 | Reinier           |  | 68' |
| M            | 22 | Jude Bellingham   |  | 76' |
| M            | 27 | Marius Wolf       |  |     |
| M            | 28 | Axel Witsel       |  |     |
| M            | 32 | Giovanni Reyna    |  | 72' |
| Treinador:   |    |                   |  |     |
| Lucien Favre |    |                   |  |     |

| Homem do Jogo: Joshua Kimmich (Bayern Munique) Assistente do árbitro: Marcel Unger Thomas Stein Quarto árbitro: Harm Osmers Assistente de vídeo: Sascha Stegemann Assistente do assistente de vídeo: Frederick Assmuth | Regras do jogo - 90 minutos. - Em caso de empate, terá pênaltis. - Nove substitutos sendo que pode usar três. |

## Campeão
| Campeão da Supercopa da Alemanha de 2020 |
| ---------------------------------------- |
| Bayern de Munique 8º titulo              |